# Яременко Віктор Анатолійович
Ві́ктор Анато́лійович Яре́менко (нар. 2 лютого 1963, Київ) — український балетмейстер, віце-президент Української Академії танцю, художній керівник балету Національної опери України, кавалер Ордена Святого Станіслава IV ступеня. Кавалер ордена «За заслуги» II ступеня. Народний артист УРСР (1987).

## Життєпис
Народився у Києві в балетній сім'ї. Мама — балерина Ліза Литвиненко, бабуся — балерина і педагог Наталія Верекундова.
1981 — закінчив Московське хореографічне училище.
З 1981 — соліст балету Національної опери України імені Тараса Шевченка. Провідні ролі: Хозе (Кармен-сюїта), Альберт (Жізель).
1986 — отримав звання Заслуженого артиста УРСР. З 1987 — Народний артист УРСР.
2000 — закінчив балетмейстерський факультет Української академії танцю (клас Анатолія Шекери).
2000—2011 — художній керівник балетної трупи, а з 2011 — балетмейстер-постановник Національної опери України.
Виступав у Франції, Швейцарії, Німеччині, Японії, Італії, Іспанії та інших країнах.

## Партії
- Зігфрід, Дезіре, Принц («Лебедине озеро», «Спляча красуня», «Лускунчик» П. Чайковського)
- Базіль, Солор («Дон Кіхот», «Баядерка» Л. Мінкуса)
- Джеймс («Сильфіда» Х. Левенсхольда)
- Альберт («Жізель» А. Адана)
- Тібальд («Ромео і Джульєтта» С. Прокоф'єва)
- Хозе («Кармен-сюїта» Ж. Бізе — Р. Щедріна).

## Нагороди
- Лауреат міжнародних конкурсів артистів балету (1983, Варна — срібна медаль; 1985, Москва — срібна медаль; 1987, Токіо — золота медаль).
- Орден За заслуги 3 степени (07.09.2001)
- Орден За заслуги 2 степени (03.07.2008)

## Постановки балетів і танців
балети
- «Шехеразада» М. Римського-Корсакова
- «Петрушка» І. Стравінського
- «Корсар» А. Адама
- «Раймонда» О. Глазунова
- «Весілля Фігаро» В.-А. Моцарта
- «Володар Борисфену» Є. Станковича

танці в операх
- «Кармен» Ж. Бізе
- «Джоконда» А. Понкіеллі
- «Фауст» («Вальпургієва ніч») Ш. Гуно.